# Paul Desmond
Paul Emil Breitenfeld (San Francisco, 25 de noviembre de 1924-Nueva York, 30 de mayo de 1977), conocido como Paul Desmond, fue un saxofonista (saxofón alto) estadounidense de jazz. Fue una figura representativa de la corriente principal del jazz y del cool jazz, especializado en baladas y en la improvisación melódica; se caracteriza también por sus citas de música clásica y de canciones folk.

## Trayectoria

### Comienzos
Desmond nació en San Francisco, California, hijo de Shirley King y Emil Aron Breitenfeld. Su padre era de una familia judía de Bohemia y de Austria y su madre era católica de origen irlandés.
Su padre era pianista, organista y compositor, que acompañó películas mudas en cines y arregló para compañías de música. Su madre fue emocionalmente inestable durante toda su educación. Durante su infancia pasó años viviendo con parientes en la ciudad de Nueva York debido a problemas en su hogar. Comenzó a tocar el violín a una edad temprana, aunque su padre le prohibió tocarlo.
Desmond comenzó a estudiar el clarinete a la edad de doce años y continuó mientras estudiaba secundaria en la High School politécnica de San Francisco. Paul no solo era un músico de talento, sino un buen escritor que se interesó por el espectáculo. Como coeditor de su periódico de la escuela secundaria, ayudó a asegurar una entrevista con Bob Hope durante su visita a San Francisco. No fue hasta que se convirtió en estudiante de primer año en el San Francisco State College cuando comenzó con el saxofón alto. En su primer año Desmond fue reclutado por el ejército de Estados Unidos y se unió a la banda del Ejército mientras estaba en San Francisco. Pasó tres años en el ejército, pero su unidad nunca fue llamada a combatir.

### Carrera inicial
Después de la conclusión de la Segunda Guerra Mundial, Desmond comenzó a trabajar fuera de Palo Alto, California, en la Band Box en Redwood City. También trabajó con Dave Brubeck en la Bodega Geary en San Francisco. Desmond contrató a Brubeck, pero después le cortó su sueldo a la mitad y luego lo reemplazó completamente, después de llevarlo a Graeagle a tocar en el Feather River Inn. En 1950 Desmond partió para Nueva York tocando el alto y el clarinete para Jack Fina, pero volvió a California después de oír al trío de Brubeck en la radio.
La historia de su reencuentro es algo humorística. Brubeck, casado con tres hijos y guardando rencor por su experiencia anterior con Desmond, instruyó a su esposa, Lola, para que no le dejara poner el pie en su casa. Sin embargo, Desmond llegó a su casa en San Francisco un día mientras Dave estaba en la lavandería y Lola lo dejó entrar y lo llevó a Brubeck. Aparentemente todos los ruegos del mundo no convencerían a Brubeck de contratarlo, al menos no hasta que Desmond se ofreció a cuidar a los hijos de Brubeck.

### Cuarteto de Dave Brubeck
Artículo principal: The Dave Brubeck Quartet
Desmond había conocido por primera vez a Dave Brubeck en 1944 mientras todavía estaba en el ejército. Brubeck estaba probando para la banda del Ejército a la que Desmond pertenecía. Desmond le dijo una vez a Marian McPartland en el programa Piano Jazz de la National Public Radio que se sorprendió por los cambios de acordes que Brubeck introdujo durante esa audición de 1944. Después de convencer a Brubeck de contratarlo después de su periodo con Jack Fina, los dos tenían un contrato redactado (del cual Brubeck era el único firmante). El contrato prohibía que Brubeck lo despidiera nunca, aseguraba el estatus de Brubeck como líder del grupo y daba a Desmond el veinte por ciento de todas las ganancias generadas por el cuarteto. Así fue como empezó el Cuarteto de Dave Brubeck, un grupo que comenzó en 1951 y terminó en diciembre de 1967.
En el grupo, Paul Desmond era el músico de más talento de todos y contribuyó a su éxito con su característico estilo melódico, de gran pureza y lleno de vigor y dulzura al mismo tiempo. Su aportación a los grandes discos de Dave Brubeck fue esencial, especialmente el tema: "Take Five" grabado en el año 1959 en el álbum Time Out y a partir de entonces, Desmond fue reconocido como el alma mater del grupo. 
El cuarteto se hizo especialmente popular entre las audiencias de edad universitaria, a menudo actuando en entornos universitarios como en su álbum de 1953 Jazz in Oberlin grabado en el Oberlin College, o en sus grabaciones en los campus de la Universidad de Ohio y la Universidad de Míchigan, entre otros. El éxito del cuarteto llevó a un amplio reportaje de la revista Time sobre ellos en 1954, con la famosa portada con el rostro de Brubeck. El grupo tocó hasta 1967, cuando Brubeck cambió su enfoque musical de actuación a composición y rompió la unidad. Durante la década de 1970 Desmond se unió a Brubeck para varias giras, incluyendo "Two Generations of Brubeck". Acompañaban a los hijos de Brubeck, Chris Brubeck, Dan Brubeck y Darius Brubeck. En 1976 Desmond tocó 25 espectáculos en 25 noches con Brubeck, recorriendo Estados Unidos en autobús. 
Entre los mayores éxitos del cuarteto están: Jazz at Oberlin, Take Five y, sobre todo, Jazz Impressions of Japan, donde Desmond toca sus solos lentos e intrincados en contraste directo con los largos acordes del pianista. De su trabajo como compositor también pueden destacarse temas como Balconi- rock (con Brubeek), Wendy, Take ten, Eleven four y Any other time. Al disolverse el cuarteto en 1967, Desmond inició su carrera en solitario. 
Autor del tema más famoso del cuarteto, Take Five, pero artista desarmadamente modesto, se le atribuye la siguiente frase: 

No soy más que el saxofonista en el cuarteto de Dave Brubeck, al que me uní terminada la Guerra de Corea. Pueden reconocerme con facilidad porque, cuando no toco, lo que sorprendentemente ocurre a menudo, aún sigo allí apoyado en el piano.

En 1972 reaparece efímeramente al lado de Dave Brubeck en el Festival de jazz de Newport.

### Otras colaboraciones
En junio de 1969 Desmond apareció en el New Orleans Jazz Festival con Gerry Mulligan, obteniendo reacciones favorables de los críticos y del público. Durante las giras de dos generaciones de Brubeck, Desmond y Mulligan actuaron juntos en 1974. A diferencia de Brubeck, Mulligan tenía mucho en común con Desmond desde el punto de vista personal: compartían intereses y un sentido del humor similar y ambos sufrían diversas adicciones. 
Después de un tiempo inactivo, Desmond fue invitado a tocar en el Half Note en Nueva York en 1971 por el guitarrista Jim Hall. Con su especial humor, Desmond dijo que aceptó solo porque le quedaba cerca.  Desmond también se unió al Modern Jazz Quartet para un concierto en la Navidad en 1971 en el New York Town Hall.
Desmond grabó la melodía "Summertime", durante el tiempo que tocó con Chet Baker.
Desmond conoció al guitarrista canadiense Ed Bickert a través de Jim Hall en Toronto, y comenzó a actuar con él en varios clubes en el área de Toronto. Bickert tocó en el Paul Desmond Quartet en el Edmonton Jazz Festival, y grabaron varios álbumes juntos.
En 1974 actúa habitualmente en el Half Note de New York con su propio cuarteto donde noche tras noche se concentraban sus numerosos seguidores.

## Estilo
Sus principales influencias fueron Johnny Hodges y sobre todo el sonido del saxo de Pete Brown, también el tono melódico de Lester Young y Art Pepper. La forma de tocar de Paul Desmond es fluida y aérea, con poco vibrato, con un sonido mucho más suave que el de otros saxos, lo que constituye su encanto. Su sonido muy puro, su fraseo desenvuelto e inspirado y su sentido del swing lo hacen uno de los músicos más populares del Jazz de la Costa Oeste. Desmond produjo un tono ligero y melódico en el saxofón alto. Dijo que trataba de sonar "como un martini seco". Con un estilo similar al de Lee Konitz, otra de sus influencias, se convirtió rápidamente en uno de los saxofonistas más conocidos del jazz de su época. Gran parte del éxito del clásico cuarteto de Brubeck se debió a la yuxtaposición de su estilo fluido sobre el piano a veces relativamente pesado y politonal de Brubeck.
Saxofonista infravalorado en los años ochenta, la crítica actual le reconoce como uno de los grandes músicos de jazz de la Costa Oeste de los Estados Unidos y un maestro en el arte de la improvisación, siendo su sonido reconocible desde la primera nota. Su rara facilidad para el contrapunto improvisado es quizás más evidente en los dos álbumes que grabó con el saxo barítono Gerry Mulligan (Mulligan-Desmond Quartet y Two of a Mind). El toque de Desmond también fue notable por su capacidad para producir notas extremadamente altas en su saxofón.
Desmond tocó un saxofón alto modelo Selmer Super acoplado con una boquilla de goma dura del modelo 4A-18M de M. C. Gregory, ambos de 1951, con una caña moderada dura de 3 ½ de Rico.

## Vida personal
En su vida privada Dave Brubeck y su familia estaban muy cerca de Paul Desmond, aunque los dos poseían personalidades muy diferentes. Darius Brubeck recuerda que pensaba que Desmond era su tío casi en la adolescencia. Desmond creció especialmente cerca de Michael, otro de los hijos de Dave, a quien dejó su saxofón después de su muerte. Desmond también fue descrito como un mujeriego que era incapaz de mantener relaciones estables con las mujeres, aunque no le faltaron a través de su vida. Desmond habría bromeado al ver a una exnovia en la calle, "Allí va, no con un capricho, sino con un banquero" (una referencia a TS Eliot "Esta es la manera en que el mundo termina / No con un golpe sino con un gemido "). 
Desmond era bastante instruido y retuvo un ingenio único. Disfrutaba de las obras de los pensadores de su generación como Timothy Leary y Jack Kerouac, que también consumían LSD. Decidió escribir su propia autobiografía pero la pereza le impidió pasar del primer capítulo. 
Se sabía que tenía varias adicciones, incluyendo el whisky escocés Dewar y los cigarrillos Pall Mall. Sus problemas de dependencia a veces limitaban su capacidad para tocar. El clarinetista Perry Robinson recuerda en su autobiografía que Desmond necesitaba a veces una inyección de vitamina B12 para seguir tocando en su última época.
Desmond murió el 30 de mayo de 1977, no por su hábito alcohólico, sino por un cáncer de pulmón, resultado de su largo hábito de fumar. Con su humor, después de que le diagnosticaran el cáncer, expresó su placer por la salud de su hígado. Su último concierto fue con Brubeck en febrero de 1977, en Nueva York. Sus fanes no sabían que ya estaba muriendo. Desmond especificó en su testamento que todos los ingresos de "Take Five" irían a la Cruz Roja después de su muerte.

## Aforismos[8]
- He ganado varios premios al saxo alto más lento del mundo, así como un galardón especial al silencio en 1961.
- Yo ya había pasado de moda antes de que nadie me conociera.
- Probé a practicar unas pocas semanas y acabé tocando demasiado rápido.

Con respecto a cuál es el secreto de su tono: 
- ¡De verdad que no lo sé! Tiene algo que ver con el hecho de que toco de forma ilegal.

Cuando Gene Lees le preguntó a qué se debía la melancolía en su forma de tocar, respondió:
- Bueeeeno, al hecho de que no consigo tocar mejor.

Paul Desmond se graduó en lengua inglesa en la universidad. Su motivo para no emprender una carrera literaria:
- Solo era capaz de trabajar en la playa y no dejaba de entrarme arena en la máquina de escribir.
- La literatura es como el jazz. Se puede aprender, pero no se puede enseñar.

Con respecto al escritor Jack Kerouac: 
- No me gusta nada cómo escribe. Sin embargo no me disgusta su estilo de vida.
- A veces tengo la impresión de que continuamente hay orgías por todo Nueva York, y si alguien dice "vamos a llamar a Desmond" otro le contesta "¿para qué? Seguro que está en casa leyendo la Enciclopedia Británica".

Poco antes de que se disolviera el cuarteto de Dave Brubeck:
- Estamos trabajando como si estuviéramos pasados de moda, cosa que por supuesto está ocurriendo.

Sobre el yogur: 
- No me gusta, pero Dave siempre anda probando cosas de ese tipo. Es un masoquista de la nutrición. Se comerá cualquier cosa que crea que le va a sentar bien.

Sobre las lentillas: 
- No son para mí. Si quiero desenfocar a todo el mundo, me basta con quitarme las gafas y disfrutar de la neblina.

Sobre el estilo de Ornette Coleman: 
- Me alegra que sea tan individual.  Me gusta la firmeza de pensamiento y de intención que implica lo que está haciendo, aunque no siempre me guste escucharlo. Es como vivir en una casa toda pintada de rojo”.

Según Doug Ramsey, al ver un cuadro con cuatro gatos acosando a un ratón, Desmond dijo: 
- Ah, la portada perfecta para cuando haga un disco con el Modern Jazz Quartet. Cuando Ramsey le indicó que el ratón era mecánico, Desmond replicó: En ese caso el disco lo tendrá que hacer Cannonball [Adderley].

## Discografía
| Año        | Álbum                                                                      | Líder                                    | Sello                |
| ---------- | -------------------------------------------------------------------------- | ---------------------------------------- | -------------------- |
| 1950       | The Dave Brubeck Octet                                                     | Dave Brubeck                             | Fantasy Records      |
| 1951       | Brubeck/Desmond                                                            | Dave Brubeck                             | Fantasy Records      |
| 1951       | Jazz at Storyville                                                         | Dave Brubeck                             | Fantasy Records      |
| 1951       | Modern Complex Dialogues                                                   | Dave Brubeck                             | Alto Records         |
| 1951       | How Long, Baby How Long, Pt. 1&2                                           | Jack Sheedy                              | Coronet Records      |
| 1951       | The Man I Love c/w Down in Honkytonk Town                                  | Jack Sheedy                              | Coronet              |
| 1952       | Jazz at the Blackhawk                                                      | Dave Brubeck                             | Fantasy              |
| 1952       | The Dave Brubeck Quartet                                                   | Dave Brubeck                             | Fantasy              |
| 1953       | Jazz at Oberlin                                                            | Dave Brubeck                             | Fantasy              |
| 1953       | Jazz at the College of the Pacific                                         | Dave Brubeck                             | Fantasy              |
| 1954       | Dave Brubeck at Storyville 1954                                            | Dave Brubeck                             | Columbia Records     |
| 1954       | Jazz Goes to College                                                       | Dave Brubeck                             | Columbia             |
| 1954       | Brubeck Time                                                               | Dave Brubeck                             | Columbia             |
| 1954       | Gerry Mulligan/Paul Desmond                                                | Paul Desmond, Gerry Mulligan             | Fantasy              |
| 1955       | Jazz: Red Hot And Cool                                                     | Dave Brubeck                             | Columbia             |
| 1955       | Chet Baker Quartet Plus: The Newport Years, Vol. 1                         | Chet Baker                               | Philology Records    |
| 1956       | The Paul Desmond Quartet With Don Elliott                                  | Paul Desmond                             | Fantasy              |
| 1956–57    | Dave Brubeck Quartet Live in 1956-57 Featuring Paul Desmond                | Dave Brubeck                             | Jazz Band            |
| 1956       | Live From Basin Street                                                     | Dave Brubeck                             | Jazz Band            |
| 1956       | Jazz Impressions of U.S.A.                                                 | Dave Brubeck                             | Columbia             |
| 1957       | Reunion                                                                    | Dave Brubeck w/ Dave Van Kriedt          | Fantasy              |
| 1957       | Jazz Goes to Junior College                                                | Dave Brubeck                             | Columbia             |
| 1957       | Dave Digs Disney                                                           | Dave Brubeck                             | Columbia             |
| 1957       | Blues in Time                                                              | Paul Desmond, Gerry Mulligan             | Verve Records        |
| 1958       | In Europe                                                                  | Dave Brubeck Quartet                     | Columbia             |
| 1958       | Newport 1958                                                               | Dave Brubeck                             | Columbia             |
| 1958       | Jazz Impressions of Eurasia                                                | Dave Brubeck                             | Columbia             |
| 1959       | Gone with the Wind                                                         | Dave Brubeck                             | Columbia             |
| 1959       | Time Out                                                                   | Dave Brubeck                             | Columbia             |
| 1959       | St. Louis Blues                                                            | Dave Brubeck                             | Moon Records         |
| 1959       | First Place Again                                                          | Paul Desmond                             | Warner Bros.         |
| 1960       | Southern Scene                                                             | Dave Brubeck                             | Columbia             |
| 1960       | Brubeck and Rushing                                                        | Dave Brubeck w/ Jimmy Rushing            | Columbia             |
| 1960       | Bernstein Plays Brubeck Plays Bernstein                                    | Dave Brubeck w/ Leonard Bernstein        | Columbia Records     |
| 1960       | Tonight Only w/ Carmen McRae                                               | Dave Brubeck                             | Columbia             |
| 1961       | Time Further Out                                                           | Dave Brubeck                             | Columbia             |
| 61, 63, 64 | The Complete Recordings of the Paul Desmond Quartet With Jim Hall          | Paul Desmond                             | Mosaic Records       |
| 1961       | Take Five                                                                  | Dave Brubeck                             | Columbia             |
| 1962       | Desmond Blue                                                               | Paul Desmond                             | RCA Victor           |
| 1962       | Countdown - Time in Outer Space                                            | Dave Brubeck                             | Columbia             |
| 1962       | Bossa Nova U.S.A.                                                          | Dave Brubeck                             | Columbia             |
| 1962       | Brandenburg Gate: Revisited                                                | Dave Brubeck                             | Columbia             |
| 1962       | Late Lament                                                                | Paul Desmond                             | RCA/Bluebird Records |
| 1962       | Two of a Mind                                                              | Paul Desmond, Gerry Mulligan             | RCA Victor           |
| 1962       | Brubeck in Amsterdam                                                       | Dave Brubeck                             | Columbia             |
| 1963       | At Carnegie Hall                                                           | Dave Brubeck Quartet                     | Columbia             |
| 1963       | Take Ten                                                                   | Paul Desmond                             | RCA Victor           |
| 63, 64, 65 | Easy Living                                                                | Paul Desmond                             | RCA Victor           |
| 1963       | Glad to Be Unhappy                                                         | Paul Desmond                             | RCA Victor           |
| 1963       | Time Changes                                                               | Dave Brubeck                             | Columbia             |
| 1964       | Jazz Impressions of Japan                                                  | Dave Brubeck                             | Columbia             |
| 1964       | Jazz Impressions of New York                                               | Dave Brubeck                             | Columbia             |
| 1964       | In Concert 1964                                                            | Dave Brubeck                             | Jazz Connoisseur     |
| 1964       | Bossa Antigua                                                              | Paul Desmond                             | RCA Victor           |
| 1964       | Dave Brubeck in Berlin                                                     | Dave Brubeck                             | Columbia Records     |
| 1965       | The Canadian Concert of Dave Brubeck                                       | Dave Brubeck                             | Can-Am Records       |
| 1965       | Angel Eyes                                                                 | Dave Brubeck                             | Columbia             |
| 1965       | My Favorite Things                                                         | Dave Brubeck                             | Columbia             |
| 1965       | Time In                                                                    | Dave Brubeck                             | Columbia             |
| 1966       | Anything Goes!                                                             | Dave Brubeck                             | Columbia             |
| 1966       | The Quartet                                                                | Dave Brubeck                             | Europa Jazz          |
| 1966       | Jackpot!                                                                   | Dave Brubeck                             | Columbia             |
| 1967       | Bravo! Brubeck!                                                            | Dave Brubeck                             | Columbia             |
| 1967       | Buried Treasures                                                           | Dave Brubeck                             | Columbia/Legacy      |
| 1967       | Take Five Live                                                             | Dave Brubeck                             | Jazz Music Yesterday |
| 1967       | The Last Time We Saw Paris                                                 | Dave Brubeck                             | Columbia             |
| 1968       | Summertime                                                                 | Paul Desmond                             | A&M/CTI              |
| 1969       | From the Hot Afternoon                                                     | Paul Desmond                             | A&M/CTI              |
| 1969       | Bridge Over Troubled Water                                                 | Paul Desmond                             | A&M/CTI              |
| 1971       | The Only Recorded Performance of Paul Desmond With the Modern Jazz Quartet | Paul Desmond                             | Finesse Records      |
| 1972       | We're All Together Again for the First Time                                | Dave Brubeck/Gerry Mulligan/Paul Desmond | Atlantic Records     |
| 1973       | Skylark                                                                    | Paul Desmond                             | CTI Records          |
| 1973       | Giant Box                                                                  | Don Sebesky                              | CTI                  |
| 1974       | She Was Too Good to Me                                                     | Chet Baker                               | CTI                  |
| 1974       | Pure Desmond                                                               | Paul Desmond                             | CTI                  |
| 1975       | Like Someone in Love                                                       | Paul Desmond                             | Telarc Records       |
| 1975       | Concierto                                                                  | Jim Hall                                 | CTI                  |
| 1975       | 1975: The Duets                                                            | Dave Brubeck/Paul Desmond                | Horizon Records      |
| 1975       | The Paul Desmond Quartet Live                                              | Paul Desmond                             | Horizon              |
| 1976       | At Bourbon Street, Toronto 10/75                                           | Paul Desmond                             | Artists House        |
| 1976       | 25th Anniversary Reunion                                                   | Dave Brubeck                             | Horizon              |
| 1977       | You Can't Go Home Again                                                    | Chet Baker                               | Horizon              |
| 1977       | The Best Thing for You                                                     | Chet Baker                               | A&M                  |
| 1977       | Watermark                                                                  | Art Garfunkel                            | Columbia             |